# 去り行く男
『去り行く男』（さりゆくおとこ、Jubal）は、1956年のアメリカ合衆国の西部劇映画。監督はデルマー・デイヴィスで、出演はグレン・フォード、アーネスト・ボーグナイン、ロッド・スタイガーなど。原作はポール・ウェルマンの小説『Jubal Troop』。シネマスコープ作品。
シェイクスピアの戯曲『オセロー』から着想を得ていると言われている。

## ストーリー
流れ者のジューバルは崖から転げ落ちて行き倒れていたところを、たまたま通りかかった牧場主のシェップに救われ、シェップの牧場で牧童として働くことになる。シェップの淫奔な若妻メイは牧童のピンキーと通じていたが、ジューバルに一目惚れして誘惑する。しかし、ジューバルは恩人の妻だとして全く相手にしない。働き者のジューバルはシェップに気に入られて牧童頭になるが、ピンキーは気に入らず、ジューバルを目の敵にする。
ある日、狂信的宗教団体「ローハイダーズ」の一行が牧場の敷地内にやって来て野営する。ピンキーらは彼らを銃で脅して追い払おうとするが、病人がいると知ったジューバルは病人が治るまでの滞在を許可する。そしてジューバルはローハイダーズのリーダーの娘ナオミと互いに惹かれ合うようになる。
ある夜、シェップと牧童たちが野営をしているところに、メイがシェップ宛の手紙を届けにやってくる。しかし、これはジューバルに会うための口実で、メイの本心に全く気付いていないシェップはジューバルにメイを家まで送らせる。家に着いたメイはジューバルを再び誘惑するが、ジューバルは相手にしない。一方、メイの思惑を見抜いているピンキーはメイとジューバルが怪しいとシェップを焚き付ける。家にかけつけたシェップに、メイはジューバルに振られた腹いせにジューバルと通じていた言う。怒ったシェップは酒場にいるジューバルを撃つが、ジューバルに撃ち殺されてしまう。ジューバルもまた怪我を負い、ナオミのもとに匿われることになる。正当防衛であるにもかかわらず、ピンキーはジューバルがメイと通じて計画的にシェップを殺したと言い張り、保安官らとともにジューバルを殺人犯として追うことになる。さらにピンキーはメイのもとに行き、関係を再開しようと迫るが、激しく拒まれると、怒ってメイに乱暴を働く。
ピンキーら追っ手が迫っていることを知ったジューバルは身の潔白を証明するためにメイに証言をしてもらおうと牧場に戻るが、メイはピンキーから受けた暴行によって死にかけていた。そこにピンキーらがやってくる。しかし、メイが息絶える直前に遺した証言によってピンキーは捕らえられ、ジューバルはナオミらとともに牧場を後にする。

## キャスト
※括弧内は日本語吹替（初回放送1970年6月22日『月曜ロードショー』）
- ジューバル: グレン・フォード（田中信夫） - 流れ者。
- シェップ: アーネスト・ボーグナイン（金井大） - 気のいい牧場主。
- ピンキー: ロッド・スタイガー（大宮悌二） - 牧童。牧童頭になったジューバルに対抗心を燃やす。
- メイ: ヴァレリー・フレンチ（英語版）（翠準子） - シェップの妻。ジューバルを誘惑。
- ナオミ: フェリシア・ファー（英語版）（松尾佳子） - 狂信的宗教団体「ローハイダーズ」のリーダーの娘。
- シェム: バジル・ロイスダール（英語版） - ローハイダーズのリーダー。ナオミの父。
- サム: ノア・ビアリー・Jr - 牧童。バイオリン弾き。
- レブ: チャールズ・ブロンソン - ナオミたちに同行していた流れ者。ジューバルの誘いで牧童に。
- カーソン: ジョン・ディアクス（英語版） - 牧童。無口だが笑い上戸。
- マッコイ: ジャック・イーラム - 隣の牧場の牧童。ピンキーの仲間。

## 作品の評価
Rotten Tomatoesによれば、10件の評論の全てが高評価で、平均点は10点満点中7.4点となっている。

## 関連
- 決断の3時10分 - 1957年の映画、同じくグレン・フォードが主演し、デルマー・デイヴィスが監督。